# Joseph Elanga
Joseph Elanga Fils, född 2 maj 1979 i Yaoundé, är en kamerunsk fotbollsspelare (vänsterback) som har spelat sju säsonger i Malmö FF, senast 2010. Han har kallats Den svarta diamanten av MFF:s supportrar. Han är far till Anthony Elanga.

## Klubbkarriär

### Malmö FF
Elanga kom från Cypern till Malmö FF samma år som han fyllde 21. Elanga spelade för MFF säsongerna 2001 till 2005 och etablerade sig som en offensiv vänsterback med en bra vänsterfot. Första säsongen gjorde vänsterbacken 3 mål och 5 målgivande passningar.
I november 2003 dömdes Elanga till två månaders fängelse för att ha misshandlat sin hustru. Det mesta av straffet avtjänades under häktningstiden och han avtjänade de sista dagarna av straffet med fotboja. Elanga spelade med fotboja under benskyddet när Malmö FF besegrade Maccabi Haifa med 3–2 i hemmamatchen i kvalet till Champions League den 27 juli 2005.
MFF:s supportrar har tillägnat honom en sång som heter Joseph, Vad gör du? som har Kal P. Dals låt Jonnie, Vad gör du? som förlaga.

### Danska ligan
Elanga såldes 2005 till Brøndby IF i danska Superligaen och var utlånad till AC Horsens säsongen 2008–2009. När Elangas kontrakt med AC Horsens gick ut i slutet av 2009 uppvaktades han av flera svenska fotbollsklubbar och skrev kontrakt med Malmö FF efter att ha provspelat.

### Tillbaka i Malmö FF
Joseph Elanga skrev ett ettårskontrakt med MFF inför säsongen 2010 och spelade 10 matcher i Allsvenskan 2010. Efter att klubben och spelaren inte kunnat enas om något nytt kontrakt så lämnade Elanga MFF i december 2010.

## Meriter
Malmö FF
- Allsvenskan: 2004
- Allsvenskan: 2010